# PacketFence
PacketFence est un logiciel libre de contrôle d'accès au réseau. PacketFence a les fonctionnalités suivantes : enregistrement, détection d'activités illicites, tests de vulnérabilité proactives, isolation d'ordinateurs problématiques, portail captif, 802.1X, intégration sans-fil et capture d'empreinte DHCP et de navigateurs Web. PacketFence possède un grand nombre de fonctionnalités. Parmi celles-ci, on retrouve :
- L'enregistrement des composantes réseau grâce à un puissant portail captif
- Une gestion simple et efficace des invités sur le réseau
- Plusieurs mécanismes de contrôle d'accès incluant à base de rôles (RBAC)
- La vérification de la conformité des postes présents sur le réseau
- L'intégration avec divers détecteurs de vulnérabilités et d'intrusions
- La comptabilisation de l'utilisation de la bande passante de tous les appareils
- Une interface Web d'administration complète

PacketFence est une solution non-intrusive qui fonctionne avec une multitude d'équipements réseaux (filaire ou sans fil) tels ceux de 3Com, AeroHIVE, Allied Telesis, Aruba, Cisco, Dell, Enterasys, ExtremeNetworks, Extricom, Foundry/Brocade, Hewlett-Packard, Intel, Juniper Networks, LG-Ericsson US, Meru Networks, Motorola, Nortel/Avaya, Ruckus, Xirrus et plus encore.